# Mariapark (Meersel-Dreef)

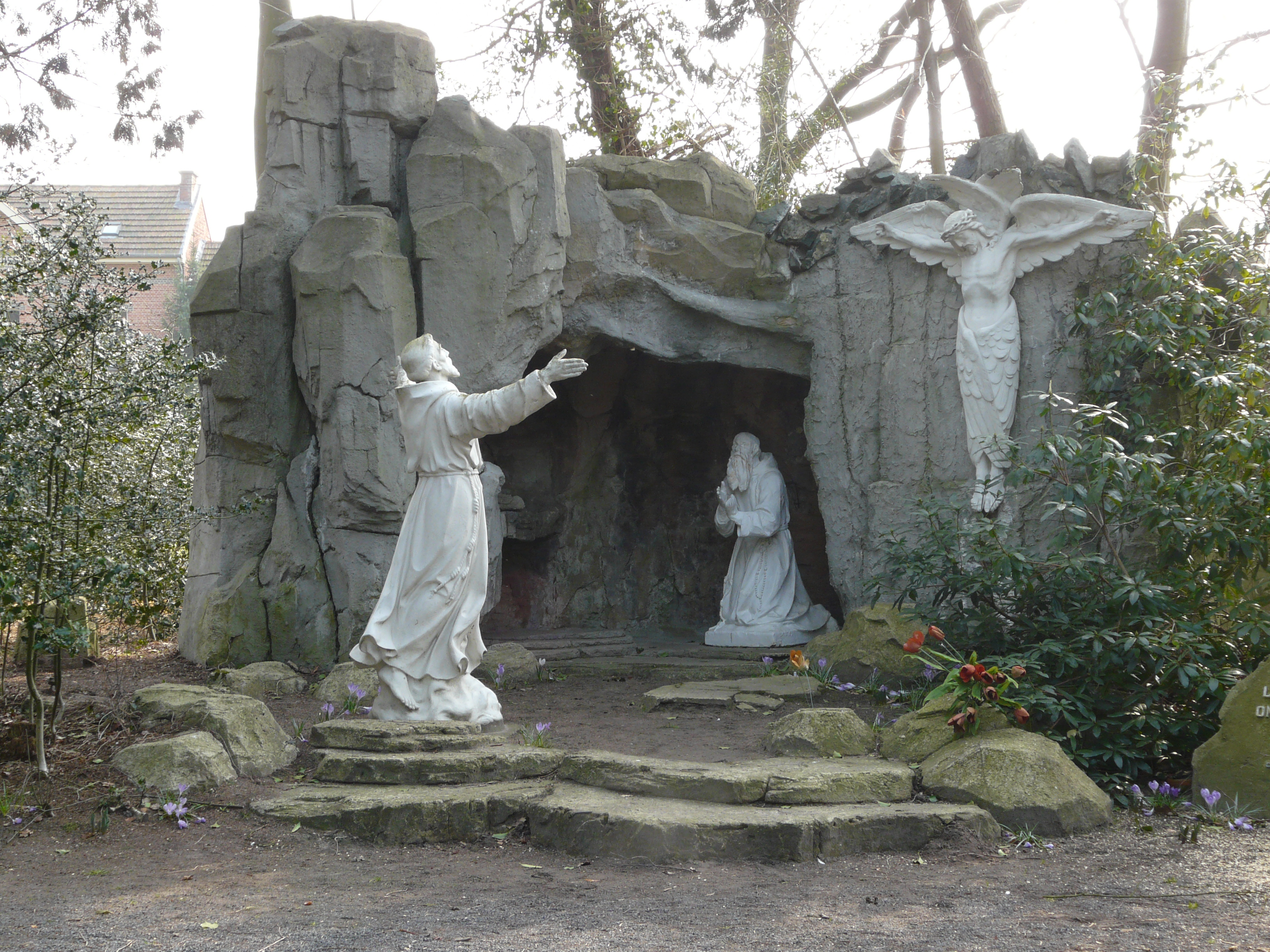
Een beeldengroep in het Mariapark

Het Mariapark is een processiepark in de tot de Antwerpse gemeente Hoogstraten behorende plaats Meersel-Dreef, gelegen aan de Dreef.

## Geschiedenis
Hier bevond zich in de 18e eeuw het kloosterbos van het plaatselijke kapucijnenklooster.
In 1895 liet een veilig teruggekeerde missionaris hier een Mariagrot bouwen. Een dreef werd aangelegd die naar deze grot voerde. Er kwamen veel bedevaartgangers op deze plek af en deze werd voortdurend uitgebreid met tal van kapelletjes, kruiswegstaties, beeldengroepen en dergelijke. Vooral einde 19e eeuw en begin 20e eeuw werd het park voortdurend vergroot en verfraaid. Ook tijdens het interbellum en na de Tweede wereldoorlog werden nog beelden toegevoegd, zoals de Rozenkransommegang in 1948.
De laatste kapel, gewijd aan Sint-Franciscus en Sint-Clara, werd nog in 1985 toegevoegd.
Langs en door het park stroomt de Leijloop.